# توصيل

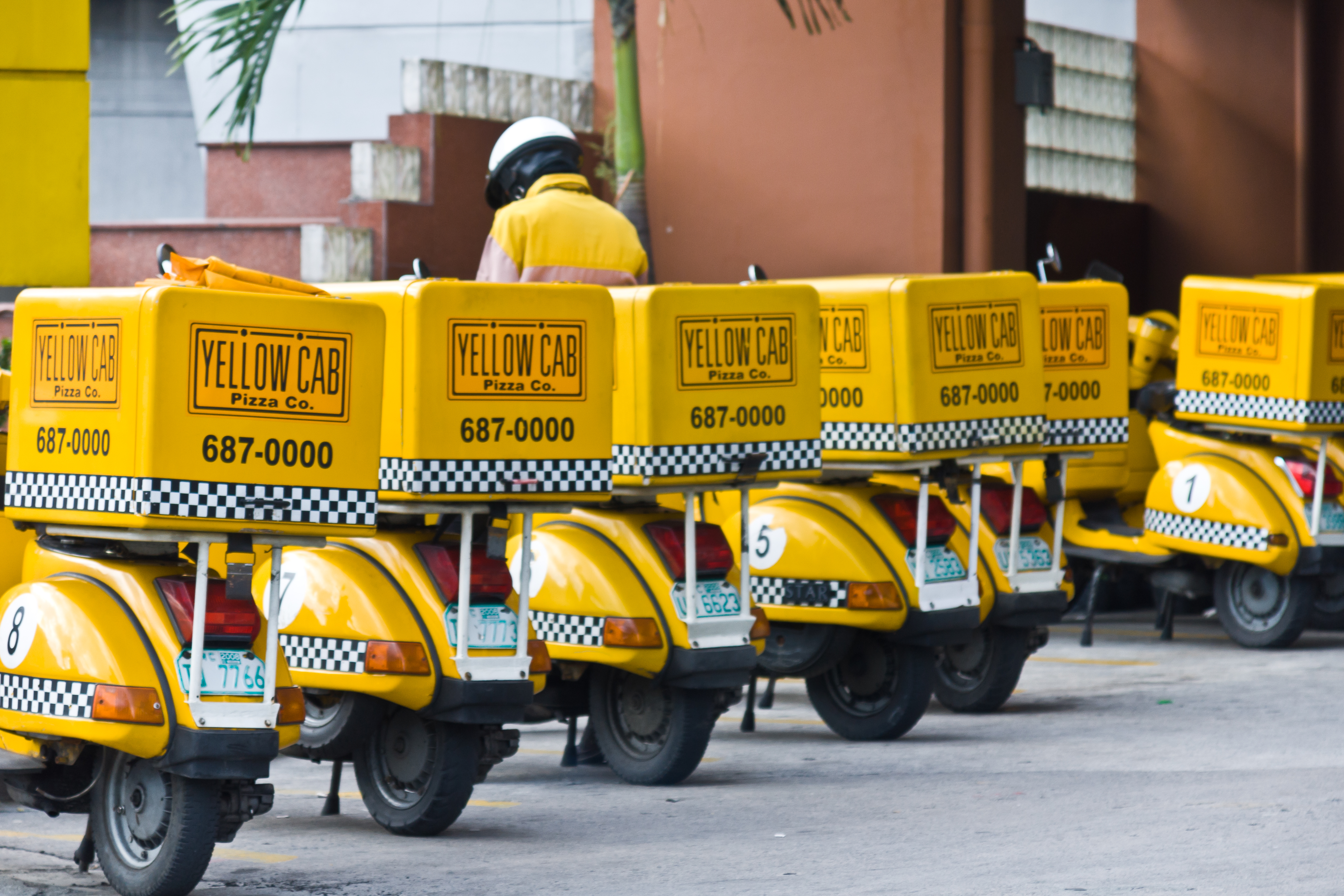
دراجات نارية لتوصيل البيتزا.

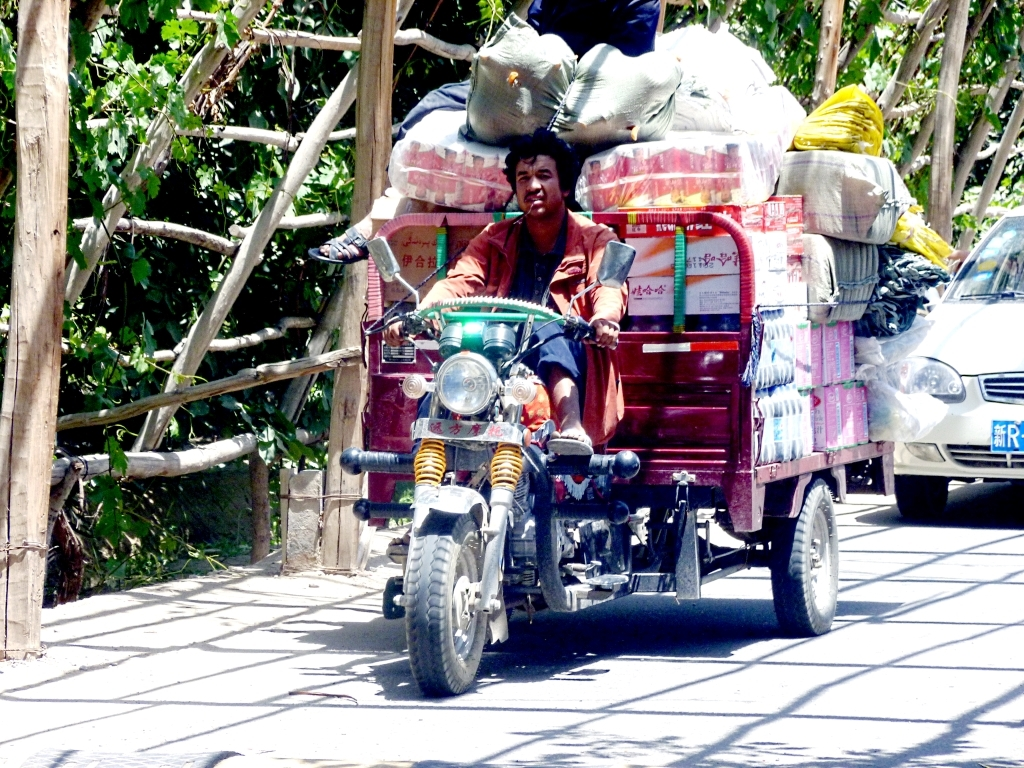
مركبة توصيل منتجات زراعية.

التوصيل هو عملية نقل البضائع من موقع المصدر إلى وجهة محددة مسبقًا. يتم تسليم البضائع (البضائع المادية) في المقام الأول عبر الطرُق والسكك الحديدية على الأرض، وممرات الشحن على البحر، وشبكات الخطوط الجوية في الجو. يمكن تسليم أنواع معينة من السلع عبر شبكات متخصصة، مثل خطوط الأنابيب للسلع السائلة، وشبكات الطاقة للطاقة الكهربائية وشبكات الكمبيوتر مثل الإنترنت أو شبكات البث للمعلومات الإلكترونية. 
يعد التوصيل عنصرا أساسيا في التجارة والتبادل التجاري ، ويتضمن النقل والتوزيع. تُعرف العملية العامة لتسليم البضائع بالتوزيع، في حين تُسمى العملية لتسليم البضائع والأفراد باللوجستيات. الشركات المتخصصة في توصيل السلع التجارية من نقطة الإنتاج أو التخزين إلى نقطة البيع تعرف عمومًا باسم الموزعين، في حين أن الشركات المتخصصة في توصيل السلع إلى المستهلك تعرف باسم خدمات التوصيل. تقوم خدمات البريدوالنقل بتسليم البضائع للمصالح التجارية والخاصة.

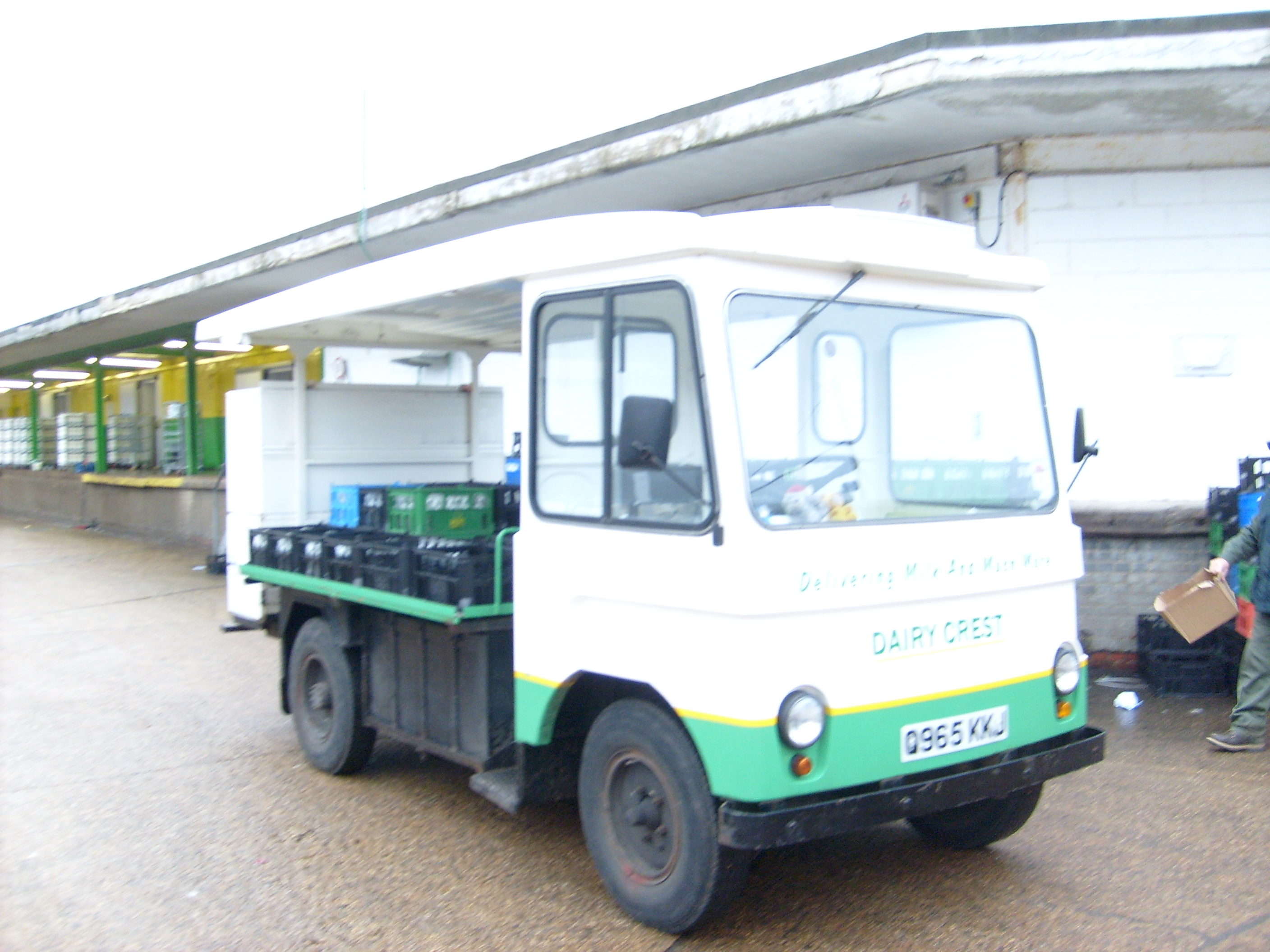
سيارة حليب كهربائية تستخدم لتوصيل الحليب الطازج إلى أبواب المنازل.

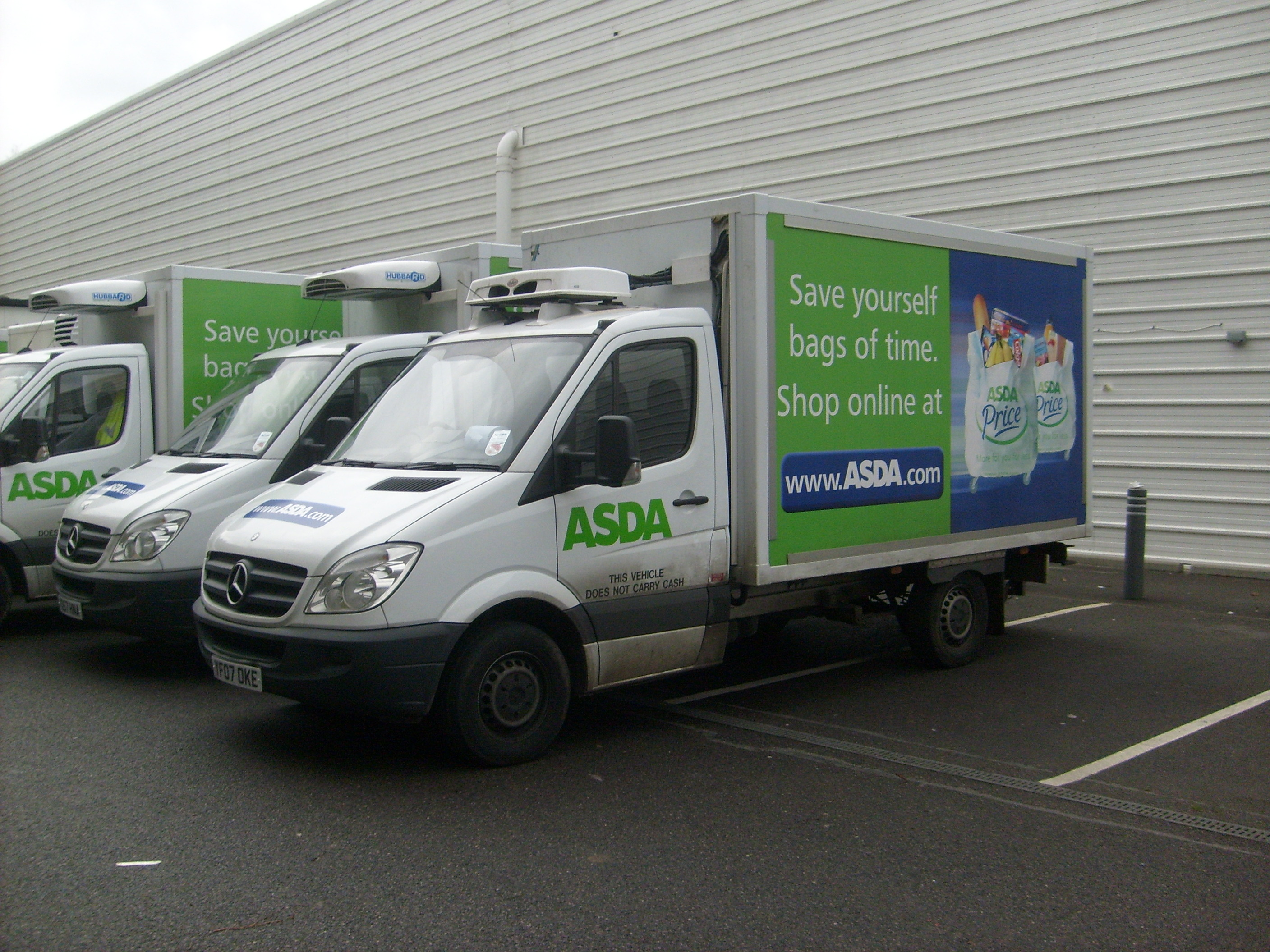
شاحنات مرسيدس بنز سبرينتر لتوصيل البقالة إلى أبواب العملاء.